# William Dougherty (Politiker)
William „Bill“ Dougherty (* 6. April 1932; † 3. Juli 2010 in Sioux Falls, South Dakota) war ein US-amerikanischer Politiker der Demokratischen Partei.

## Biografie
Dougherty war Wahlkampfmanager von John F. Kennedy in South Dakota bei der Präsidentschaftswahl 1960 und hatte auch nach dem Attentat auf John F. Kennedy weiterhin enge Verbindungen zur Familie des Präsidenten.
1971 wurde er Vizegouverneur von South Dakota (Lieutenant Governor) während der Amtszeit von Gouverneur Richard F. Kneip und hatte dieses Amt bis 1975 inne.
Anschließend blieb er bis 1999 Mitglied des Repräsentantenhauses von South Dakota und war als Abgeordneter insbesondere wegen seiner Lobbyarbeit bekannt.
William Dougherty starb nach langer Krankheit an Krebs.